# José Cardozo
José Saturnino Cardozo Otazú (Nueva Italia, 19 marzo 1971) è un allenatore di calcio ed ex calciatore paraguaiano, di ruolo attaccante.

## Carriera

### Giocatore

#### Club
Cardozo cominciò a muovere i primi passi nel mondo del calcio militando nelle giovanili dell'Unión Pacífico, squadra di Nueva Italia, sua città natale. Cominciò la sua carriera professionistica nel 1988, facendo il suo debutto per il River Plate di Asunción. Dopo tre anni al River, si trasferì in Svizzera, al San Gallo, dove giocò dal 1990 al 1992. Tornò in Sud America nel 1993, andando all'Universidad Católica de Chile e aiutando la squadra a raggiungere la finale di Coppa Libertadores 1993. L'anno successivo giocò per l'Olimpia Asunción, dal quale si trasferì per andare al Toluca, in Messico.
Fece il proprio debutto per il Toluca nella stagione 1995, giocando poi solo tre gare, senza segnare. Nella successiva stagione invernale realizzò 7 gol in 13 partite. Negli otto anni con il Toluca, Cardozo ha messo a segno in 332 gare un record di 249 gol, inclusi i 14 dell'Apertura 2004.
Venne quindi eletto "Giocatore paraguaiano dell'anno" nel 2000, nel 2002 e nel 2003, e "Giocatore sudamericano dell'anno" nel 2002, e venne ceduto agli argentini del San Lorenzo nel giugno 2005. Terminò quella stagione con 4 gol all'attivo a causa di vari infortuni che lo tennero lontano dal campo per diverse gare.
Si ritira nel 2006.

#### Nazionale
Ha giocato per il suo paese ai Mondiali 1998 e a quelli 2002. Cardozo era stato convocato anche per i Mondiali 2006, ma si infortunò durante le sessioni di allenamento e venne sostituito da Dante López. Cardozo è stato anche uno dei tre fuori quota alle Olimpiadi 2004, quando il Paraguay giunse alla medaglia d'argento.
È stato il miglior realizzatore di sempre con la maglia del Paraguay, avendo segnato 25 gol in Nazionale, prima che il suo record venisse superato da Roque Santa Cruz.

### Allenatore
Nel novembre del 2006, l'allenatore dell'Olimpia Oscar Paulin venne esonerato dalla società e Cardozo venne nominato allenatore ad interim della squadra paraguayana, cominciando la sua prima esperienza alla guida di una squadra.

## Statistiche

### Presenze e reti nei club
| Stagione                     | Squadra                      | Campionato                   | Campionato | Campionato | Coppe nazionali | Coppe nazionali | Coppe nazionali | Coppe continentali | Coppe continentali | Coppe continentali | Altre coppe | Altre coppe | Altre coppe | Totale | Totale |
| Stagione                     | Squadra                      | Comp                         | Pres       | Reti       | Comp            | Pres            | Reti            | Comp               | Pres               | Reti               | Comp        | Pres        | Reti        | Pres   | Reti   |
| ---------------------------- | ---------------------------- | ---------------------------- | ---------- | ---------- | --------------- | --------------- | --------------- | ------------------ | ------------------ | ------------------ | ----------- | ----------- | ----------- | ------ | ------ |
| 1987                         | Unión Pacífico               | ?                            | ?          | ?          | -               | -               | -               | -                  | -                  | -                  | -           | -           | -           | ?      | ?      |
| 1988                         | River Plate                  | DP                           | ?          | ?          | CP              | ?               | ?               | -                  | -                  | -                  | -           | -           | -           | ?      | ?      |
| 1989                         | River Plate                  | DP                           | ?          | ?          | CP              | ?               | ?               | -                  | -                  | -                  | -           | -           | -           | ?      | ?      |
| 1990                         | River Plate                  | DP                           | ?          | ?          | CP              | ?               | ?               | -                  | -                  | -                  | -           | -           | -           | ?      | ?      |
| Totale River Plate           | Totale River Plate           | Totale River Plate           | ?          | ?          |                 | ?               | ?               |                    | -                  | -                  |             | -           | -           | ?      | ?      |
| 1990-1991                    | San Gallo                    | LNA                          | 18         | 11         | CS              | -               | -               | -                  | -                  | -                  | -           | -           | -           | 18     | 11     |
| 1991-1992                    | San Gallo                    | LNA                          | 12         | 1          | CS              | ?               | ?               | -                  | -                  | -                  | -           | -           | -           | 12     | 1      |
| Totale                       | Totale                       | Totale                       | 30         | 12         |                 | ?               | ?               |                    | -                  | -                  |             | -           | -           | 30+    | 12+    |
| 1992                         | Universidad Católica         | PD                           | 23         | 4          | CC              | ?               | ?               | CL                 | 5                  | 1                  | -           | -           | -           | 28+    | 5+     |
| 1993                         | Universidad Católica         | PD                           | 12         | 7          | CC              | ?               | ?               | CL                 | 13                 | 1                  | -           | -           | -           | 25+    | 8+     |
| Totale Unniversidad Católica | Totale Unniversidad Católica | Totale Unniversidad Católica | 35         | 11         |                 | ?               | ?               |                    | 18                 | 2                  |             | -           | -           | 53+    | 20+    |
| 1994                         | Olimpia                      | PD                           | 41         | 27         | CC              | ?               | ?               | CL                 | 9                  | 3                  | -           | -           | -           | 50+    | 30+    |
| 1994-1995                    | Deportivo Toluca             | PD                           | 8          | 2          | CM              | ?               | ?               | -                  | -                  | -                  | -           | -           | -           | 8+     | 2+     |
| 1995-1996                    | Deportivo Toluca             | PD                           | 3          | 0          | CM              | ?               | ?               | -                  | -                  | -                  | -           | -           | -           | 3+     | 0+     |
| 1996-1997                    | Deportivo Toluca             | PD                           | 23         | 10         | CM              | ?               | ?               | -                  | -                  | -                  | -           | -           | -           | 23+    | 10+    |
| 1997-1998                    | Deportivo Toluca             | PD                           | 28         | 20         | -               | -               | -               | -                  | -                  | -                  | -           | -           | -           | 28     | 20     |
| 1998-1999                    | Deportivo Toluca             | PD                           | 34         | 28         | -               | -               | -               | CCC                | ?                  | ?                  | -           | -           | -           | 34+    | 28+    |
| 1999-2000                    | Deportivo Toluca             | PD                           | 29         | 21         | -               | -               | -               | CCC                | ?                  | ?                  | -           | -           | -           | 29+    | 21+    |
| lug. 2000-apr. 2001          | Deportivo Toluca             | PD                           | 28         | 14         | -               | -               | -               | CCC                | ?                  | ?                  | -           | -           | -           | 28+    | 14+    |
| mag.-giu. 2001               | Cruz Azul                    | PD                           | -          | -          | -               | -               | -               | CL                 | 7                  | 4                  | -           | -           | -           | 7      | 4      |
| 2001-2002                    | Deportivo Toluca             | PD                           | 30         | 19         | -               | -               | -               | -                  | -                  | -                  | -           | -           | -           | 30     | 19     |
| 2002-2003                    | Deportivo Toluca             | PD                           | 37         | 50         | -               | -               | -               | -                  | -                  | -                  | -           | -           | -           | 37     | 50     |
| 2003-2004                    | Deportivo Toluca             | PD                           | 32         | 24         | -               | -               | -               | CCC                | ?                  | ?                  | CdC         | ?           | ?           | 32+    | 24+    |
| lug. 2004-mag. 2005          | Deportivo Toluca             | PD                           | 26         | 17         | -               | -               | -               | IL                 | ?                  | ?                  | -           | -           | -           | 26+    | 17+    |
| Totale Deportivo Toluca      | Totale Deportivo Toluca      | Totale Deportivo Toluca      | 278        | 205        |                 | ?               | ?               |                    | ?                  | ?                  |             | ?           | ?           | 278+   | 205+   |
| mag.-giu. 2005               | Pachuca                      | PD                           | -          | -          | -               | -               | -               | CL                 | 2                  | 0                  | -           | -           | -           | 2      | 0      |
| 2005-2006                    | San Lorenzo                  | PD                           | 23         | 5          | CA              | ?               | ?               | -                  | -                  | -                  | -           | -           | -           | 23+    | 5+     |
| Totale carriera              | Totale carriera              | Totale carriera              | 366        | 233        |                 | ?               | ?               |                    | 36                 | 9                  |             | ?           | ?           | 402+   | 242+   |

### Cronologia presenze e reti in nazionale
| Cronologia completa delle presenze e delle reti in nazionale ― Paraguay | Cronologia completa delle presenze e delle reti in nazionale ― Paraguay | Cronologia completa delle presenze e delle reti in nazionale ― Paraguay | Cronologia completa delle presenze e delle reti in nazionale ― Paraguay | Cronologia completa delle presenze e delle reti in nazionale ― Paraguay | Cronologia completa delle presenze e delle reti in nazionale ― Paraguay | Cronologia completa delle presenze e delle reti in nazionale ― Paraguay | Cronologia completa delle presenze e delle reti in nazionale ― Paraguay |
| Data                                                                    | Città                                                                   | In casa                                                                 | Risultato                                                               | Ospiti                                                                  | Competizione                                                            | Reti                                                                    | Note                                                                    |
| ----------------------------------------------------------------------- | ----------------------------------------------------------------------- | ----------------------------------------------------------------------- | ----------------------------------------------------------------------- | ----------------------------------------------------------------------- | ----------------------------------------------------------------------- | ----------------------------------------------------------------------- | ----------------------------------------------------------------------- |
| 14-6-1991                                                               | Santa Cruz de la Sierra                                                 | Bolivia                                                                 | 0 – 1                                                                   | Paraguay                                                                | Amichevole                                                              | -                                                                       | Uscita                                                                  |
| 16-6-1991                                                               | Asunción                                                                | Paraguay                                                                | 0 – 0                                                                   | Bolivia                                                                 | Amichevole                                                              | -                                                                       | Ingresso                                                                |
| 10-7-1991                                                               | Santiago del Cile                                                       | Paraguay                                                                | 5 – 0                                                                   | Venezuela                                                               | Coppa America 1991 - 1º turno                                           | -                                                                       | 86’                                                                     |
| 12-7-1991                                                               | Concepción                                                              | Argentina                                                               | 4 – 1                                                                   | Paraguay                                                                | Coppa America 1991 - 1º turno                                           | 1                                                                       | 75’                                                                     |
| 14-7-1991                                                               | Santiago del Cile                                                       | Cile                                                                    | 4 – 0                                                                   | Paraguay                                                                | Coppa America 1991 - 1º turno                                           | -                                                                       | 68’                                                                     |
| 9-6-1995                                                                | Asunción                                                                | Paraguay                                                                | 0 – 0 (4 – 3 dtr)                                                       | Bolivia                                                                 | Copa Paz del Chaco 1995                                                 | -                                                                       | Uscita                                                                  |
| 14-6-1995                                                               | Rosario                                                                 | Argentina                                                               | 2 – 1                                                                   | Paraguay                                                                | Amichevole                                                              | -                                                                       |                                                                         |
| 17-6-1995                                                               | Iquique                                                                 | Paraguay                                                                | 0 – 0                                                                   | Turchia                                                                 | Copa Centenario                                                         | -                                                                       | 70’                                                                     |
| 19-6-1995                                                               | La Serena                                                               | Cile                                                                    | 0 – 1                                                                   | Paraguay                                                                | Copa Centenario                                                         | -                                                                       | 62’                                                                     |
| 22-6-1995                                                               | Santiago del Cile                                                       | Nuova Zelanda                                                           | 2 – 3                                                                   | Paraguay                                                                | Copa Centenario                                                         | 1                                                                       |                                                                         |
| 30-6-1995                                                               | Asunción                                                                | Paraguay                                                                | 1 – 0                                                                   | Ecuador                                                                 | Amichevole                                                              | -                                                                       | Uscita                                                                  |
| 6-7-1995                                                                | Maldonado                                                               | Paraguay                                                                | 2 – 1                                                                   | Messico                                                                 | Coppa America 1995 - 1º turno                                           | 1                                                                       | 81’                                                                     |
| 9-7-1995                                                                | Montevideo                                                              | Uruguay                                                                 | 1 – 0                                                                   | Paraguay                                                                | Coppa America 1995 - 1º turno                                           | -                                                                       | 71’                                                                     |
| 12-7-1995                                                               | Maldonado                                                               | Venezuela                                                               | 2 – 3                                                                   | Paraguay                                                                | Coppa America 1995 - 1º turno                                           | 1                                                                       | 46’                                                                     |
| 26-7-1996                                                               | Asunción                                                                | Paraguay                                                                | 2 – 0                                                                   | Bolivia                                                                 | Amichevole                                                              | 1                                                                       | Uscita                                                                  |
| 9-10-1996                                                               | Asunción                                                                | Paraguay                                                                | 2 – 1                                                                   | Cile                                                                    | Qual. Mondiali 1998                                                     | -                                                                       | 70’                                                                     |
| 10-11-1996                                                              | Asunción                                                                | Paraguay                                                                | 1 – 0                                                                   | Ecuador                                                                 | Qual. Mondiali 1998                                                     | -                                                                       | 77’                                                                     |
| 12-2-1997                                                               | Asunción                                                                | Paraguay                                                                | 2 – 1                                                                   | Perù                                                                    | Qual. Mondiali 1998                                                     | -                                                                       | 82’                                                                     |
| 2-4-1997                                                                | Asunción                                                                | Paraguay                                                                | 2 – 1                                                                   | Colombia                                                                | Qual. Mondiali 1998                                                     | -                                                                       | 59’                                                                     |
| 30-4-1997                                                               | Asunción                                                                | Paraguay                                                                | 3 – 1                                                                   | Uruguay                                                                 | Qual. Mondiali 1998                                                     | 1                                                                       |                                                                         |
| 4-6-1997                                                                | Saint Louis                                                             | Stati Uniti                                                             | 0 – 0                                                                   | Paraguay                                                                | Amichevole                                                              | -                                                                       | 69’                                                                     |
| 11-6-1997                                                               | Cochabamba                                                              | Paraguay                                                                | 1 – 0                                                                   | Cile                                                                    | Coppa America 1997 - 1º turno                                           | -                                                                       |                                                                         |
| 14-6-1997                                                               | Cochabamba                                                              | Paraguay                                                                | 2 – 0                                                                   | Ecuador                                                                 | Coppa America 1997 - 1º turno                                           | -                                                                       | 58’                                                                     |
| 17-6-1997                                                               | Cochabamba                                                              | Argentina                                                               | 1 – 1                                                                   | Paraguay                                                                | Coppa America 1997 - 1º turno                                           | -                                                                       |                                                                         |
| 22-6-1997                                                               | Santa Cruz de la Sierra                                                 | Brasile                                                                 | 2 – 0                                                                   | Paraguay                                                                | Coppa America 1997 - Quarti di finale                                   | -                                                                       | 42’                                                                     |
| 6-7-1997                                                                | Asunción                                                                | Paraguay                                                                | 1 – 2                                                                   | Argentina                                                               | Qual. Mondiali 1998                                                     | -                                                                       |                                                                         |
| 20-7-1997                                                               | Santiago del Cile                                                       | Cile                                                                    | 2 – 1                                                                   | Paraguay                                                                | Qual. Mondiali 1998                                                     | -                                                                       | 46’                                                                     |
| 8-2-1998                                                                | Asunción                                                                | Paraguay                                                                | 4 – 0                                                                   | Polonia                                                                 | Amichevole                                                              | -                                                                       | 68’                                                                     |
| 18-3-1998                                                               | Città del Messico                                                       | Messico                                                                 | 1 – 1                                                                   | Paraguay                                                                | Amichevole                                                              | -                                                                       |                                                                         |
| 17-5-1998                                                               | Tokyo                                                                   | Giappone                                                                | 1 – 1                                                                   | Paraguay                                                                | Amichevole                                                              | -                                                                       | 81’                                                                     |
| 1-6-1998                                                                | Eindhoven                                                               | Paesi Bassi                                                             | 5 – 1                                                                   | Paraguay                                                                | Amichevole                                                              | -                                                                       | 56’                                                                     |
| 3-6-1998                                                                | Bucarest                                                                | Romania                                                                 | 3 – 2                                                                   | Paraguay                                                                | Amichevole                                                              | 1                                                                       | 59’                                                                     |
| 6-6-1998                                                                | Bruxelles                                                               | Belgio                                                                  | 1 – 0                                                                   | Paraguay                                                                | Amichevole                                                              | -                                                                       | 59’                                                                     |
| 12-6-1998                                                               | Montpellier                                                             | Paraguay                                                                | 0 – 0                                                                   | Bulgaria                                                                | Mondiali 1998 - 1º turno                                                | -                                                                       | 70’                                                                     |
| 24-6-1998                                                               | Tolosa                                                                  | Nigeria                                                                 | 1 – 3                                                                   | Paraguay                                                                | Mondiali 1998 - 1º turno                                                | 1                                                                       |                                                                         |
| 28-6-1998                                                               | Lens                                                                    | Francia                                                                 | 1 – 0 gg                                                                | Paraguay                                                                | Mondiali 1998 - Ottavi di finale                                        | -                                                                       | 90+1’                                                                   |
| 31-3-1999                                                               | Kingston                                                                | Giamaica                                                                | 3 – 0                                                                   | Paraguay                                                                | Amichevole                                                              | -                                                                       | 80’                                                                     |
| 24-4-1999                                                               | Asunción                                                                | Paraguay                                                                | 2 – 1                                                                   | Colombia                                                                | Amichevole                                                              | -                                                                       | 46’                                                                     |
| 15-10-1999                                                              | Città del Guatemala                                                     | Guatemala                                                               | 0 – 0                                                                   | Paraguay                                                                | Amichevole                                                              | -                                                                       | 78’                                                                     |
| 29-3-2000                                                               | Lima                                                                    | Perù                                                                    | 2 – 0                                                                   | Paraguay                                                                | Qual. Mondiali 2002                                                     | -                                                                       | 66’                                                                     |
| 29-6-2000                                                               | Santiago del Cile                                                       | Cile                                                                    | 3 – 1                                                                   | Paraguay                                                                | Qual. Mondiali 2002                                                     | 1                                                                       | 65’                                                                     |
| 18-7-2000                                                               | Asunción                                                                | Paraguay                                                                | 2 – 1                                                                   | Brasile                                                                 | Qual. Mondiali 2002                                                     | -                                                                       |                                                                         |
| 27-7-2000                                                               | La Paz                                                                  | Bolivia                                                                 | 0 – 0                                                                   | Paraguay                                                                | Qual. Mondiali 2002                                                     | -                                                                       |                                                                         |
| 16-8-2000                                                               | Buenos Aires                                                            | Argentina                                                               | 1 – 1                                                                   | Paraguay                                                                | Qual. Mondiali 2002                                                     | -                                                                       |                                                                         |
| 2-9-2000                                                                | Asunción                                                                | Paraguay                                                                | 3 – 0                                                                   | Venezuela                                                               | Qual. Mondiali 2002                                                     | 1                                                                       | 75’                                                                     |
| 7-10-2000                                                               | Bogotà                                                                  | Colombia                                                                | 0 – 2                                                                   | Paraguay                                                                | Qual. Mondiali 2002                                                     | -                                                                       | 41’                                                                     |
| 15-11-2000                                                              | Asunción                                                                | Paraguay                                                                | 5 – 1                                                                   | Perù                                                                    | Qual. Mondiali 2002                                                     | 1                                                                       | 75’                                                                     |
| 28-3-2001                                                               | Montevideo                                                              | Uruguay                                                                 | 0 – 1                                                                   | Paraguay                                                                | Qual. Mondiali 2002                                                     | -                                                                       | 87’                                                                     |
| 24-4-2001                                                               | Quito                                                                   | Ecuador                                                                 | 2 – 1                                                                   | Paraguay                                                                | Qual. Mondiali 2002                                                     | 1                                                                       | 72’                                                                     |
| 15-8-2001                                                               | Porto Alegre                                                            | Brasile                                                                 | 2 – 0                                                                   | Paraguay                                                                | Qual. Mondiali 2002                                                     | -                                                                       |                                                                         |
| 5-9-2001                                                                | Asunción                                                                | Paraguay                                                                | 5 – 1                                                                   | Bolivia                                                                 | Qual. Mondiali 2002                                                     | 2                                                                       |                                                                         |
| 7-10-2001                                                               | Asunción                                                                | Paraguay                                                                | 2 – 2                                                                   | Argentina                                                               | Qual. Mondiali 2002                                                     | -                                                                       | 80’                                                                     |
| 8-11-2001                                                               | San Cristóbal                                                           | Venezuela                                                               | 3 – 1                                                                   | Paraguay                                                                | Qual. Mondiali 2002                                                     | -                                                                       |                                                                         |
| 14-11-2001                                                              | Asunción                                                                | Paraguay                                                                | 0 – 4                                                                   | Colombia                                                                | Qual. Mondiali 2002                                                     | -                                                                       |                                                                         |
| 13-2-2002                                                               | Asunción                                                                | Paraguay                                                                | 2 – 2                                                                   | Bolivia                                                                 | Amichevole                                                              | 1                                                                       | 78’                                                                     |
| 26-3-2002                                                               | Londra                                                                  | Nigeria                                                                 | 1 – 1                                                                   | Paraguay                                                                | Amichevole                                                              | -                                                                       | 72’                                                                     |
| 17-4-2002                                                               | Birmingham                                                              | Inghilterra                                                             | 4 – 0                                                                   | Paraguay                                                                | Amichevole                                                              | -                                                                       | 60’                                                                     |
| 7-6-2002                                                                | Jeonju                                                                  | Spagna                                                                  | 3 – 1                                                                   | Paraguay                                                                | Mondiali 2002 - 1º turno                                                | -                                                                       | 63’                                                                     |
| 12-6-2002                                                               | Seogwipo                                                                | Slovenia                                                                | 1 – 3                                                                   | Paraguay                                                                | Mondiali 2002 - 1º turno                                                | -                                                                       | 61’                                                                     |
| 15-6-2002                                                               | Seogwipo                                                                | Germania                                                                | 1 – 0                                                                   | Paraguay                                                                | Mondiali 2002 - Ottavi di finale                                        | -                                                                       | 50’                                                                     |
| 21-8-2002                                                               | Fortaleza                                                               | Brasile                                                                 | 0 – 1                                                                   | Paraguay                                                                | Amichevole                                                              | -                                                                       |                                                                         |
| 26-3-2003                                                               | San Diego                                                               | Messico                                                                 | 1 – 1                                                                   | Paraguay                                                                | Amichevole                                                              | 1                                                                       |                                                                         |
| 2-4-2003                                                                | Tegucigalpa                                                             | Honduras                                                                | 1 – 1                                                                   | Paraguay                                                                | Amichevole                                                              | -                                                                       | 88’                                                                     |
| 6-9-2003                                                                | Lima                                                                    | Perù                                                                    | 4 – 1                                                                   | Paraguay                                                                | Qual. Mondiali 2006                                                     | -                                                                       |                                                                         |
| 10-9-2003                                                               | Asunción                                                                | Paraguay                                                                | 4 – 1                                                                   | Uruguay                                                                 | Qual. Mondiali 2006                                                     | 3                                                                       |                                                                         |
| 15-11-2003                                                              | Asunción                                                                | Paraguay                                                                | 2 – 1                                                                   | Ecuador                                                                 | Qual. Mondiali 2006                                                     | 1                                                                       | 87’                                                                     |
| 18-11-2003                                                              | Santiago del Cile                                                       | Cile                                                                    | 0 – 1                                                                   | Paraguay                                                                | Qual. Mondiali 2006                                                     | -                                                                       | 75’ 89’                                                                 |
| 31-3-2004                                                               | Asunción                                                                | Paraguay                                                                | 0 – 0                                                                   | Brasile                                                                 | Qual. Mondiali 2006                                                     | -                                                                       |                                                                         |
| 1-6-2004                                                                | La Paz                                                                  | Bolivia                                                                 | 2 – 1                                                                   | Paraguay                                                                | Qual. Mondiali 2006                                                     | 1                                                                       |                                                                         |
| 6-6-2004                                                                | Buenos Aires                                                            | Argentina                                                               | 0 – 0                                                                   | Paraguay                                                                | Qual. Mondiali 2006                                                     | -                                                                       | 84’                                                                     |
| 5-9-2004                                                                | Asunción                                                                | Paraguay                                                                | 1 – 0                                                                   | Venezuela                                                               | Qual. Mondiali 2006                                                     | -                                                                       | 58’                                                                     |
| 9-10-2004                                                               | Barranquilla                                                            | Colombia                                                                | 1 – 1                                                                   | Paraguay                                                                | Qual. Mondiali 2006                                                     | -                                                                       |                                                                         |
| 13-10-2004                                                              | Asunción                                                                | Paraguay                                                                | 1 – 1                                                                   | Perù                                                                    | Qual. Mondiali 2006                                                     | 1                                                                       | 73’                                                                     |
| 16-11-2004                                                              | Montevideo                                                              | Uruguay                                                                 | 1 – 0                                                                   | Paraguay                                                                | Qual. Mondiali 2006                                                     | -                                                                       |                                                                         |
| 19-1-2005                                                               | Hong Kong                                                               | Paraguay                                                                | 1 – 1                                                                   | Corea del Sud                                                           | Amichevole                                                              | 1                                                                       |                                                                         |
| 27-3-2005                                                               | Quito                                                                   | Ecuador                                                                 | 5 – 2                                                                   | Paraguay                                                                | Qual. Mondiali 2006                                                     | 1                                                                       |                                                                         |
| 30-3-2005                                                               | Montevideo                                                              | Paraguay                                                                | 2 – 1                                                                   | Cile                                                                    | Qual. Mondiali 2006                                                     | 1                                                                       | 71’                                                                     |
| 5-5-2005                                                                | East Rutherford                                                         | Ecuador                                                                 | 1 – 0                                                                   | Paraguay                                                                | Amichevole                                                              | -                                                                       |                                                                         |
| 8-6-2005                                                                | Asunción                                                                | Paraguay                                                                | 4 – 1                                                                   | Bolivia                                                                 | Qual. Mondiali 2006                                                     | -                                                                       | 64’                                                                     |
| 11-10-2005                                                              | Asunción                                                                | Paraguay                                                                | 0 – 1                                                                   | Colombia                                                                | Qual. Mondiali 2006                                                     | -                                                                       | 75’                                                                     |
| 1-3-2006                                                                | Cardiff                                                                 | Galles                                                                  | 0 – 0                                                                   | Paraguay                                                                | Amichevole                                                              | -                                                                       | 71’                                                                     |
| 24-5-2006                                                               | Oslo                                                                    | Norvegia                                                                | 2 – 2                                                                   | Paraguay                                                                | Amichevole                                                              | -                                                                       | 58’                                                                     |
| 27-5-2006                                                               | Aarhus                                                                  | Danimarca                                                               | 1 – 1                                                                   | Paraguay                                                                | Amichevole                                                              | 1                                                                       | 55’                                                                     |
| Totale                                                                  |                                                                         | Presenze (9º posto)                                                     | 83                                                                      |                                                                         | Reti (2º posto)                                                         | 25                                                                      |                                                                         |

## Palmarès

### Giocatore

#### Club

##### Competizioni nazionali
- Campionato paraguaiano: 1

Club Olimpia: 1993
- Campionato messicano: 4

Club Toluca: Estate 1998, Estate 1999, Estate 2000, Apertura 2002

##### Competizioni internazionali
- CONCACAF Champions' Cup: 1

Club Toluca: 2003

#### Nazionale
- Campionato sudamericano Under 23: 1

1992
- Argento olimpico: 1

Atene 2004

#### Individuale
- Capocannoniere del campionato messicano: 4

1998, 1999, 2002, 2003
- Equipo Ideal de América: 3

2002, 2003, 2004
- Capocannoniere FIFA dell'anno: 1

2003 (con 58 gol)
- Pallone d'oro (Messico): 1

Apertura 2002
- Giocatore paraguayano dell'anno: 3

2000, 2002, 2003
- Giocatore sudamericano dell'anno: 1

2002